# تمييز على أساس الرتبة
التمييز على أساس المرتبة Rankism، هي أي سلوك استغلالي أو تمييزي أو أي إساءة تجاه الناس بسبب رتبهم في تسلسل هرمي مُعيَّن، يرتكز التمييز على أساس المرتبة والأفعال المُتعلِّقة به على العديد من الظواهر كالعنصريَّة والتهديد والتمييز على أساس الجنس ومعطيات أخرى مشابهة، وقد تمَّت صياغة مصطلح التمييز القائم على أساس المرتبة من قبل الفيزيائي والدبلوماسي والمُعلِّم الأمريكي الشهير روبرت فولر.

## السمات
يمكن للتمييز على أساس المرتبة أن يتخذ أشكالاً عديدة منها:
- استغلال موقع الشخص أو مرتبته ضمن التسلسل الهرمي لضمان مزايا وفوائد غير مُبرَّرة مثل الحصول على مكافآت غير مُستحقَّة.
- استغلال السلطة التي تُتيحها المرتبة مثل سلطة الأب المُسيء أو الكاهن المُسيء أو المدير التنفيذي الفاسد أو إساءة معاملة السجناء.
- استخدام مرتبة الشخص كدرع لتفادي انتقادات الآخرين وللإفلات من العقاب.
- استغلال المرتبة للبقاء في مركز السلطة لفترة طويلة دون أن يكون هناك مُبرِّر أو مُسوِّغ يُفسِّر ذلك.
- الاعتماد على المرتبة لرفع مكانة الفرد وزيادة قيمته الشخصيَّة.
- استغلال المرتبة التي يتمُّ اكتسابها بطريقة غير شرعيَّة أو يصل إليها الشخص بأساليب تعتمد على الوراثة أو الحالة الاجتماعية أو العنصريَّة أو التمييز الجنسي أو الانتماء لطبقة أو فئة معيَّنة.
- إنَّ التمييز على أساس المرتبة يمكن أن يحدث في أي تسلسل هرمي اجتماعي مثل الحكومات والشركات والجامعات والمنظَّمات غير الربحيَّة وحتى ضمن الأسرة الواحدة.[2]

## استخدام المصطلح
ظهر مصطلح التمييز على أساس المرتبة لأول مرة في مجلَّة أوبرين في خريف عام 1997، وظهر مرَّة أخرى في كتاب روبرت فولر «التغلُّب على إساءة استخدام المرتبة» الذي نُشر عام 2003 ، ومنذ ذلك الحين تمَّ استخدام هذا المصطلح على نطاقٍ واسع في وسائل الإعلام كصحيفة نيويورك تايمز، وقناة البي بي سي البريطانيَّة، والإذاعة الوطنيَّة الأمريكية العامة، وصحيفة بوسطن صنداي كلوب، وإذاعة صوت أمريكا، وأُشبع هذا المفهوم نقاشاً وشرحاً وتفصيلاً، ومن بين المراجع الهامة التي بحثت في هذا الموضوع كتب فولر الأخرى: «سياسة الكرامة» ، «الكرامة للجميع: كيف نخلق عالماً بدون تمييز على أساس المرتبة» ، وقد قبلت شبكة دراسات الكرامة الإنسانيَّة DHS هذا المفهوم باعتباره جوهراً وأساساً لمهمتها، وقد أكَّدت على أنَّ «المهمَّة التي قمنا بها في شبكة دراسات الكرامة الإنسانيَّة هي مواجهة الإساءة والتمييز القائم على أساس المرتبة والإذلال المرتبط بها»، من جهتها استخدمت آن وامباخ تعريف فولر للتمييز القائم على أساس المرتبة لاستكشاف الإساءة الناتجة عن استخدام مرتبة شخص وموقعه ضمن تسلسل هرمي مُعيَّن بما في ذلك الطرق التي تعتمدها الرتبة الاجتماعية للحفاظ على موقعها ومكانتها.

## الكرامة والتمييز القائم على أساس المرتبة
وفقاً لفولر فإنَّ سوء المعاملة للضحايا الذين تعرَّضوا للتمييز على أساس المرتبة تعتبر إهانةً لكرامتهم، ومن أجل ذلك أطلق فولر ومؤيِّدوه حركةً اجتماعيَّةً جديدةً لتعزيز خلق مجتمع يتمتَّع جميع أفراده بالكرامة، وأُطلق على هذه الحركة اسم «حركة الكرامة» وهدفها هو التغلُّب على التمييز القائم على أساس المرتبة بنفس الطرق والأساليب التي استهدفت الأفكار العنصريَّة المُشابهة.

## المُجتمع المُصنَّف على أساس المرتبة
المُجتمع المُصنَّف على أساس المرتبة Ranked society، هو المجتمع الذي يُصنَّف فيه الأفراد بحسب القرب أو المسافة النسبيَّة من الرئيس أو القائد بحيث يكون الأقرب إلى القائد هو الأعلى مرتبة اجتماعيَّة وهكذا، انتُقد هذا الأسلوب في التصنيف الاجتماعي من قبل ماكس فيبر وكارل ماركس وغيرهم لأنَّ هذه الرتب هي التي تُحدِّد مكانة الشخص وأهميَّته وتحدِّد تأثيره في الجوانب السياسيَّة والاجتماعيَّة وصُنع القرار وما إلى ذلك، أيضاً فإنَّ ترتيب الشخص يمنحه قوَّة اجتماعيَّة كبيرة داخل مجتمعه.
إنَّ نظام الطبقات الاجتماعيَّة ما هو إلَّا مجموعة من المفاهيم الاجتماعية والسياسيَّة التي تركِّز على نماذج من الترتيب الاجتماعي الذي يتمُّ فيه تصنيف الأفراد إلى مجموعة من الفئات الاجتماعية وفق تسلسل هرمي، مثل: طبقة غنيَّة، طبقة متوسطة، طبقة عاملة، ويعتبر مفهوم الطبقات موضوعاً أساسيَّاً للدراسة والتحليل عند علماء الاجتماع وعلماء السياسة النظريَّة والمؤرِّخين، رغم كلِّ هذا النقاش الواسع ما يزال تعريف كلمة طبقة غير مُتفقٍ عليه حتى الآن، في التصوُّر الشائع فإنَّ مصطلح «طبقة اجتماعيَّة» عادةً ما يكون مرادفاً لطبقة أو فئة اقتصاديَّة والذي يمكن تعريفه بأنَّهم الأشخاص الذين يملكون نفس الوضع الاجتماعي أو الاقتصادي أو التعليمي، ولكنَّ المعايير الدقيقة لتحديد مفهوم الطبقة الاجتماعية يتغيَّر مع مرور الزمن، وبحسب كارل ماركس فإنَّ الطبقات الموجودة في المجتمع الرأسمالي المعاصر هي:
- طبقة البروليتاريا «وهم أولئك الذين لا يملكون وسائل الإنتاج»
- طبقة البرجوازيَّة «وهم أولئك الذين يملكون وسائل الإنتاج»

أمَّا من ناحية تاريخيَّة فإنَّ مصطلح الطبقة class مُشتق من اللغة اللاتينية وكان يُعبَّر عن تصنيف المواطنين حسب ثروة كلٍّ منهم لتحديد التزامات الخدمة العسكريَّة حينها، ولكن مع بدايات القرن التاسع عشر بدأ مصطلح الطبقة يستخدم كوسيلة أساسيَّة لتنظيم المجتمع وفق تقسيم هرمي يُشير غالباً لموقع الفرد في السلَّم الاجتماعي اعتماداً على معدَّل دخل الفرد.